# Prak Sokhonn
Prak Sokhonn (tiếng Khmer: ប្រាក់ សុខុន; sinh ngày 3 tháng 5 năm 1954) là chính khách, nhà ngoại giao và nhà báo Campuchia hiện đang là thành viên và phó chủ tịch thứ nhất của Thượng viện. Trước đây, ông từng giữ chức Bộ trưởng Bộ Ngoại giao từ năm 2016 đến năm 2023 và Phó Thủ tướng từ năm 2018 đến năm 2023.

## Thân thế và học vấn
Sokhonn sinh ngày 3 tháng 5 năm 1954 ở Phnôm Pênh, Campuchia. Ông học ngành luật tại Phnôm Pênh từ năm 1972 đến năm 1975.

## Sự nghiệp

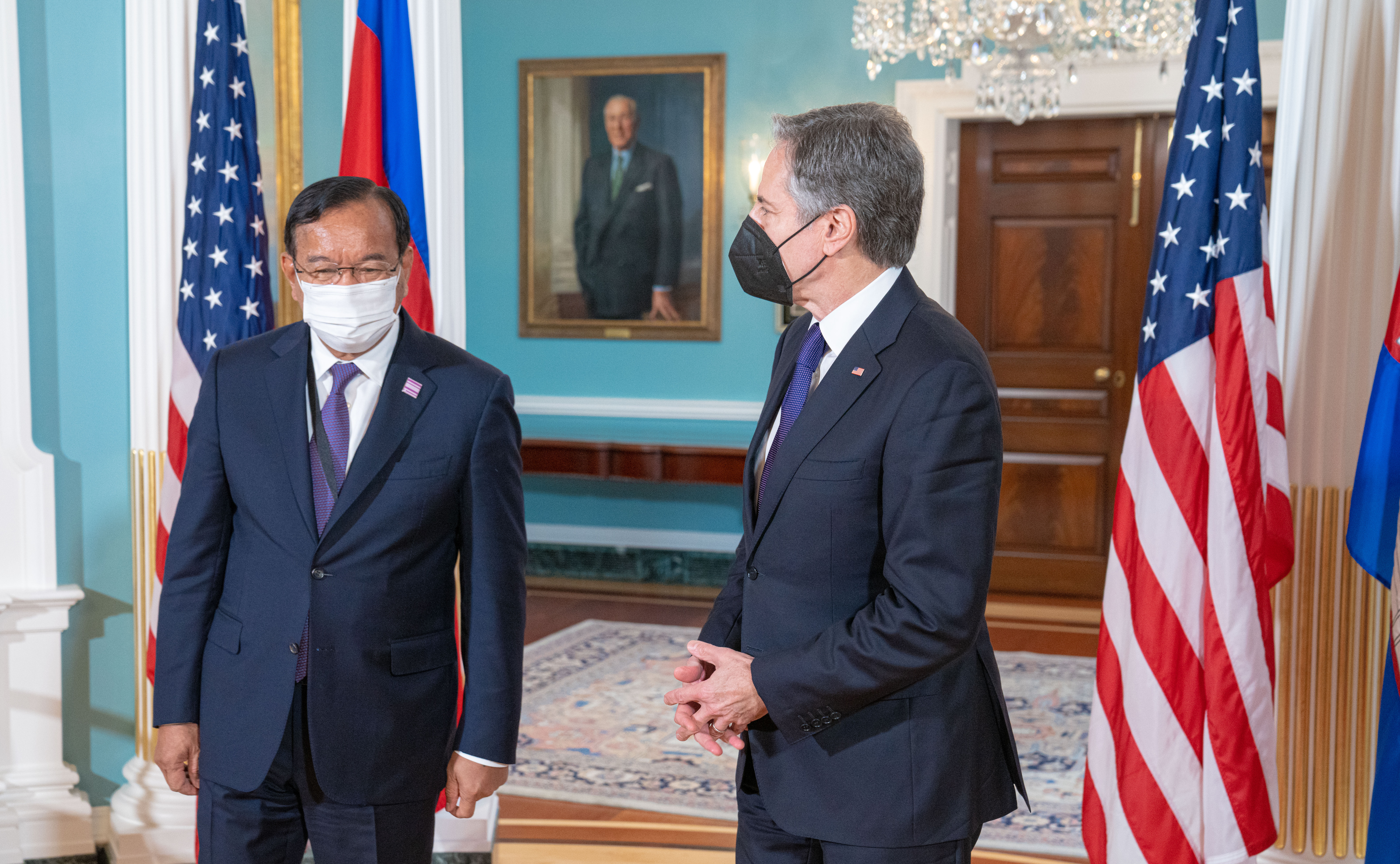
Sokhonn cùng Ngoại trưởng Mỹ Antony Blinken tại Washington, ngày 13 tháng 5 năm 2022.

Sokhonn gia nhập Lực lượng Vũ trang Cách mạng Nhân dân Campuchia năm 1979, cuối cùng trở thành tướng 4 sao cũng như Người phát ngôn của Quân đội Hoàng gia Campuchia. Ông cũng đã có ba năm làm đại sứ ở châu Âu.
Ông là Bộ trưởng Bộ Bưu chính Viễn thông từ năm 2013 đến năm 2016.
Ông tuyên thệ nhậm chức Bộ trưởng Bộ Ngoại giao vào ngày 5 tháng 4 năm 2016. Người tiền nhiệm là Hor Namhong đã nghỉ hưu khỏi chức vụ ngoại trưởng vào ngày 4 tháng 4 năm 2016 sau 17 năm tại vị, mặc dù vẫn giữ chức phó thủ tướng.
Trước khi được bổ nhiệm làm Bộ trưởng Bưu chính Viễn thông, Sokhonn là Phó Chủ tịch Cơ quan Hỗ trợ Nạn nhân và Hành động Bom mìn Campuchia, cơ quan này quản lý hoạt động rà phá bom mìn và hỗ trợ cho những người sống sót sau bom mìn ở Campuchia. Trong nhiệm kỳ đó, ông được bầu làm chủ tịch Công ước Cấm Mìn Chống Người, hay còn gọi là Hiệp ước Ottawa, nhằm mục đích loại bỏ bom mìn trên toàn thế giới, trong một năm, bao gồm cả việc chủ trì cuộc họp của hiệp ước ngoại giao này tại Phnôm Pênh. Trên cương vị là Chủ tịch hội nghị, ông cố gắng thúc đẩy việc tuân thủ hiệp ước bom mìn ở Đông Nam Á, thành công trong việc đảm bảo sự tham gia của Myanmar vào cuộc họp này. Cuộc họp lần thứ mười một của các quốc gia tham gia Công ước Cấm Mìn Chống Người (11MSP) do Sokhonn chủ trì, là cuộc họp quốc tế lớn nhất từng được tổ chức tại Campuchia.
Tháng 11 năm 2021, Hun Sen ra hiệu rằng ông có thể thay thế Erywan Yusof bằng Sokhonn, do Yusof đã lên tiếng chỉ trích chế độ quân sự Miến Điện, khi Campuchia làm chủ tịch ASEAN vào năm tới, với tư cách là đặc phái viên của ASEAN tại Myanmar. Sokhonn được xác nhận kế nhiệm Yusof vào ngày 1 tháng 1 năm 2022.

## Đời tư
Sokhonn kết hôn với Kheng Samvada và họ có với nhau một cô con gái và hai cậu con trai. Ông nói thông thạo tiếng Khmer, tiếng Pháp và tiếng Anh.